# Traité des XVIII articles
Lire en ligne

Projet de traité du 26 juin 1831

Traité des XXVII articles
Le traité des XVIII articles est un traité publié le 26 juin 1831 par la conférence de Londres, actant et lançant la scission du Royaume uni des Pays-Bas en sa partie méridionale, la Belgique, et sa partie septentrionale, les Pays-Bas.
Il intervient après la révolution belge qui déclencha la guerre belgo-néerlandaise puis la déclaration de l'indépendance de la Belgique par le gouvernement provisoire, le 4 octobre 1830, reconnue par la conférence dès le 20 décembre. Il jette les bases des futures négociations sur les points clefs de la séparation des deux états, tels que les futures frontières de la Belgique, la navigation sur les canaux et les fleuves, le partage de la dette publique des Pays-Bas ou encore la « question du Luxembourg ».
Il fut signé par les plénipotentiaires des grandes puissances européennes de l'époque (France, Autriche, Prusse,  Royaume-Uni et Russie) mais ne fut toutefois jamais appliqué, faute de reconnaissance par Guillaume Ier, le roi des Pays-Bas qui souhaitait encore conserver son royaume intact.
Il fut suplanté par le traité des XXVII articles, signé le 15 novembre 1831 à la suite de la reprise des hostilités entre les deux pays et tout particulièrement de la décrédibilisation de la Belgique lors de la campagne des Dix-Jours qu'elle ne remporta que grâce à l'intervention de l'armée française.

## Contexte

La Révolution belge initiée le 25 aout 1830 donna lieu à la proclamation de l'indépendance de la Belgique le 4 octobre 1830. À la suite de cela, ce premier plan de partage fut proposé par les Français en 1830 mais ne fut jamais appliqué.

### Le Royaume uni des Pays-Bas
À la suite de la Révolution française de 1789, l'armée révolutionnaire française envahit la région et une bonne partie de l'Europe. En 1814, après la fin du Premier Empire de Napoléon Bonaparte, les puissances européennes victorieuses déclarent les anciens territoires annexés par la France « vacants ». Afin de déterminer l'attribution de ces territoires et de redessiner les cartes de l'Europe, les vainqueurs (et la France) se réunissent lors du congrès de Vienne. Souhaitant disposer d'un rempart contre les éventuelles nouvelles ambitions expansionnistes françaises, elles décident de créer un nouvel état, « tampon » entre la France et la Prusse. C'est ainsi que, le 15 mars 1815, le royaume uni des Pays-Bas voit le jour avec, comme souverain, Guillaume Ier de la maison d'Orange-Nassau, fils du dernier stathouder de la république des Provinces-Unies. 
Le nouvel État rassemble alors les neuf provinces de la république des Provinces-Unies, majoritairement protestantes et les huit provinces du sud, appelées Pays-Bas méridionaux, correspondant grosso modo à la Belgique, majoritairement catholiques.
Le mariage entre ces deux territoires ne se passe toutefois pas comme prévu : les belges contestent la politique du roi et la main mise des « hollandais » sur ce royaume duquel ils se sentent exlus. Dès 1828, les bourgeoisies catholiques et libérales s'unissent pour élaborer un programme commun d'exigences, c'est la naissance de l'unionisme belge, auquel se rallient certains députés du Grand-duché de Luxembourg, siégant également à la Seconde Chambre des États généraux.

### Révolution et indépendance de la Belgique
Après plusieurs années de tensions, la révolution belge éclate le 25 aout 1830 à Bruxelles et entraine le début de la guerre belgo-néerlandaise. Le 4 octobre 1830, le gouvernement provisoire de Belgique proclame l'indépendance du nouvel état. Afin d'apporter une réponse internationale, les grandes puissances européennes se réunissent lors de la conférence de Londres dès le 4 novembre. Celle-ci commence par imposer un armistice aux deux bélligérents puis se fait l'organisatrice des négociations qui mèneront à 70 protocoles légiférant sur la situation. Parmi eux, le protocole n°6 du 20 décembre, reconnait l'existance de la Belgique et son indépendance est confirmée et traduite dans le protocole n°20 du 20 janvier 1831, contrariant le plan français de partage de la Belgique qui visait à répartir les territoires des Pays-Bas méridionaux entre la France, les Pays-Bas et la Prusse.

## Résumé

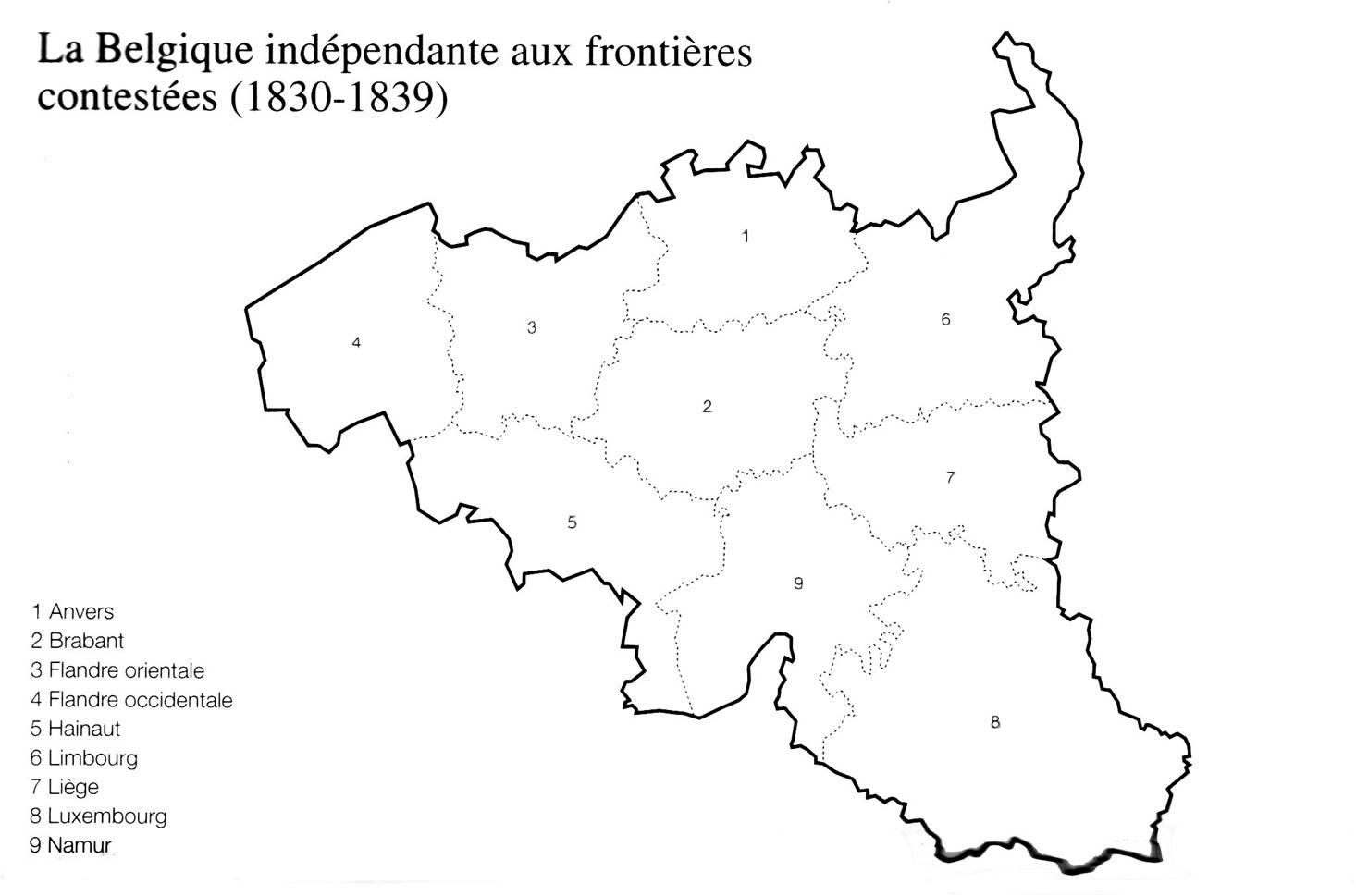
Le territoire revendiqué par la Belgique après la révolution belge et l'indépendance proclamée le 4 octobre 1830.

Le traité des XVIII articles ouvre la possibilité d'un rachat du grand-duché de Luxembourg par la jeune Belgique et d'un échange d'une partie de la province du Limbourg contre des territoires enclavés qui ne faisaient pas partie des Provinces-Unies avant 1790. Le traité assurait aussi la liberté de navigation sur l'Escaut. Ces améliorations sont dues à l'action des diplomates belges (notamment Jean-Baptiste Nothomb, à qui l'on doit le stratagème de l'échange du Limbourg) et du futur roi des Belges, Léopold de Saxe-Cobourg-Gotha, élu par le Congrès national le 4 juin. 
Il traite également de l'épineux problème de la dette néerlandaise. En effet, à leur création par le congrès de Vienne, les Pays-Bas ont déjà accumulé une énorme dette publique provenant de leurs différentes entités politiques datant d’avant 1815 (Provinces-Unies jusqu'en 1795, République batave, puis Royaume de Hollande). En 1814 cette dette a atteint le niveau astronomique de 1,25 milliard de florins néerlandais. Guillaume Ier fait alors participer les provinces du sud (la Belgique et son Grand-duché de Luxembourg) au remboursement de cette dette dans laquelle elles n'ont aucune responsabilité historique, malgré les protestations des différents députés à la Seconde Chambre des États généraux.
Par ailleurs, comme les protocoles de Londres, le traité faisait de la Belgique un État perpétuellement neutre.

## Articles
Le texte et les dix-huit articles proposé par la conférence de Londres est le suivant :

« La conférence, animée du désir de concilier les difficultés qui arrêtent encore la conclusion des affaires de Belgique, a pensé que les articles suivants, qui formeraient les préliminaires d'un traité de paix, pourraient conduire à ce but. Elle a résolu en conséquence de les proposer aux deux parties.

Article 1.
Les limites de la Hollande comprendront tous les territoires, places, villes et lieux qui appartenaient à la ci-devant république des Provinces-Unies des Pays-Bas en l'année 1790.

Article 2.
La Belgique sera formée de tout le reste des territoires qui avaient reçu la dénomination de royaume des Pays-Bas dans les traités de 1815.

Article 3.
Les cinq puissances emploieront leurs bons offices pour que le statu quo dans le grand-duché de Luxembourg soit maintenu pendant le cours de la négociation séparée que le souverain de la Belgique ouvrira avec le roi des Pays-Bas et avec la Confédération germanique, au sujet dudit grand-duché, négociation distincte de la question des limites entre la Hollande et la Belgique.
Il est entendu que la forteresse de Luxembourg conservera ses libres communications avec l'Allemagne.

Article 4.
S'il est constaté que la République des Provinces-Unies des Pays-Bas n'exerçait pas exclusivement la souveraineté dans la ville de Maëstricht en 1790, il sera avisé par les deux parties de s'entendre à cet égard sur un arrangement convenable.

Article 5.
Comme il résulterait des bases posées dans les articles 1 et 2 que la Hollande et la Belgique posséderaient des enclaves dans leurs territoires respectifs, il sera fait à l'amiable entre la Hollande et la Belgique les échanges qui pourraient être jugés d'une convenance réciproque.

Article 6.
L'évacuation réciproque des territoires, villes et places, aura lieu indépendamment des arrangements relatifs aux échanges.

Article 7.
Il est entendu que les dispositions des articles 108 jusqu'à 117 inclusivement, de l'acte général du Congrès de Vienne, relatives à la libre navigation des fleuves et rivières navigables seront appliquées aux fleuves et aux rivières qui traversent le territoire hollandais et le territoire belge.
La mise à exécution de ces dispositions sera réglée dans le plus bref délai possible.
La participation de la Belgique à la navigation du Rhin, par les eaux intérieures entre ce fleuve et l'Escaut formera l'objet d'une négociation séparée entre les parties intéressées, à laquelle les cinq puissances prêteront leurs bons offices.
L'usage des canaux de Gand à Terneuze et de Zuid-Wislemswart, construits pendant l'existence du royaume des Pays-Bas, sera commun aux habitants des deux pays ; il sera arrêté un règlement sur cet objet.
L'écoulement des eaux des Flandres sera réglé de la manière la plus convenable, afin de prévenir les inondations.

Article 8.
En exécution des articles 1 et 2 qui précèdent, des commissaires démarcateurs hollandais et belges se réuniront dans le plus bref délai possible, en la ville de Maëstricht, et procéderont à la démarcation des limites qui doivent séparer la Hollande et la Belgique, conformément aux principes établis à cet effet dans les articles 1 et 2.
Ces mêmes commissaires s'occuperont des échanges à faire par les pouvoirs compétents des deux pays par suite de l'article 5.

Article 9.
La Belgique, dans les limites telles qu'elles seront tracées conformément aux principes posées dans les présents préliminaires, formera un État perpétuellement neutre. Les cinq puissances, sans vouloir s'immiscer dans le régime intérieur de la Belgique, lui garantissent cette neutralité perpétuelle, ainsi que l'intégrité et l'inviolabilité de son territoire dans les limites mentionnées au présent article.

Article 10.
Par une juste réciprocité, la Belgique sera tenue d'observer cette même neutralité envers les autres États, et de ne porter aucune atteinte à leur tranquillité intérieure ni extérieure, en conservant le droit de se défendre contre toute agression étrangère.

Article 11.
Le port d'Anvers, conformément à l'article 15 du traité de Paris du 30 mai 1814, continuera d'être uniquement un port de commerce.

Article 12.
Le partage des dettes aura lieu de manière à faire retomber sur chacun des deux pays la totalité des dettes qui originairement êsaient, avant la réunion, sur les divers territoires dont ils se composent, et à diviser dans une juste proportion celles qui ont été contractées en commun.

Article 13.
Des commissaires liquidateurs nommés de part et d'autre se réuniront immédiatement. Le premier objet de leur réunion sera de faire la quote parque la Belgique aura à payer provisoirement, et sauf liquidation pour le service d'une partie des intérêts des dettes mentionnées dans l'article précédent.

Article 14.
Les prisonniers de guerre seront renvoyés de part et d'autre quinze jours après l'adoption de ces articles.

Article 15.
Les séquestres mis sur les biens particuliers dans les deux pays seront immédiatement levés.

Article 16.
Aucun habitant des villes, places et territoires réciproquement évacués, ne sera recherché ni inquiété pour sa conduite politique passée.

Article 17.
Les cinq puissances se réservent de prêter leurs bons offices, lorsqu'ils seront réclamés par les parties intéressées.

Article 18.
Les articles réciproquement adoptés seront convertis en traité définitif. »

## Suites
Malgré sa ratification par le Congrès national belge, le 9 juillet 1831, ce traité ne put être appliqué du fait de la rupture de la trêve de la guerre belgo-néerlandaise par les Néerlandais le 2 août 1831 avec le lancement de la campagne des Dix-Jours.
La guerre s'acheva par la convention de Zonhoven le 18 novembre 1833. Mais il fallut attendre le 19 avril 1839 pour qu'une nouvelle conférence se tienne à Londres et impose alors aux deux pays le traité des XXIV articles, moins avantageux pour la Belgique.

## Signataires
- Royaume de France : Charles-Maurice de Talleyrand-Périgord
- Empire d'Autriche : Paul III Anton Esterházy
- Royaume de Prusse : Heinrich von Bülow
- Royaume-Uni : Henry John Temple
- Empire russe : Andrzej Matuszewicz (pl)